# Лейсаола, Хосеба Андони
Хосеба Андони Лейсаола Аспиазу (баск. Joseba Andoni Leizaola Azpiazu 3 января 1931 Доностия — 6 января 2017 Доностия) — баскский политик, глава парламента Страны Басков в 1990-1998 годах.

## Биография
Родился 3 января 1931 года в Доностии. Его отец Рикардо Лейсаола, был основателем газеты El Día и еженедельной газеты. Его дядя, Хесус Мария Лейсаола , был Лехендакари , или президентом баскского правительства в изгнании, с 1960 по 1978 год. Он переехал в Венесуэлу в начале 1940-х годов, спасаясь от франкистского правительства Испании Франсиско Франко.
Лейсаола стал лидером отделения Баскской националистической партии (PNV) в провинции Гипускоа во время перехода Испании к демократии. В 1980 году Лейсаола был избран в недавно созданный баскский парламент, где он был депутатом с 1980 по 1998 год. Он занимал пост третьего президента баскского парламента с 18 декабря 1990 года по 1 сентября 1998 года, когда его сменил Хуан Мария Атуча.
Хосеба Лейсаола умер после продолжительной болезни 6 января 2017 года в возрасте 86 лет.